# Matreya Fedor
Matreya Natasha Fedor (* 11. März 1997 in Vancouver, British Columbia) ist eine kanadische Schauspielerin. Sie ist bekannt für ihre Rolle als Echo Zizzleswift in Mr. Young sowie als Phoebe in Troop – Die Monsterjäger.

## Leben und Karriere
Matreya Fedor wurde im März 1997 im kanadischen Vancouver geboren. Seit 2006 spielte sie in verschiedenen Kurzfilmen mit und hatte Gastauftritte in bekannten Fernsehserien. Sie spielte eine Nebenrolle in der Nickelodeon-Serie Troop – Die Monsterjäger. Seit 2011 übernimmt sie eine der Hauptrollen in der Jugendserie Mr. Young. Sie war auch in Werbespots zu sehen, beispielsweise für die Carnival Cruise Lines.

## Filmografie (Auswahl)
- 2006: Slither – Voll auf den Schleim gegangen (Slither)
- 2006: Die Tür zur Dunkelheit (In Her Mother’s Footsteps, Fernsehfilm)
- 2007: Mrs. Wetherby’s Treasure (Kurzfilm)
- 2007: Supernatural (2 Folgen)
- 2007: Love Notes (Fernsehfilm)
- 2007: Eureka – Die geheime Stadt (Eureka, 1 Folge)
- 2008: Chaos Theory
- 2009: The Break-Up Artist
- 2009: Memory Lanes (Fernsehfilm)
- 2009–2010: Troop – Die Monsterjäger (The Troop, 6 Folgen)
- 2011–2013: Mr. Young
- 2012: Omg (Kurzfilm)
- 2013–2014: Cedar Cove – Das Gesetz des Herzens (Cedar Cove, 6 Folgen)
- 2016: Motive (1 Folge)